# Arkona (tempel)

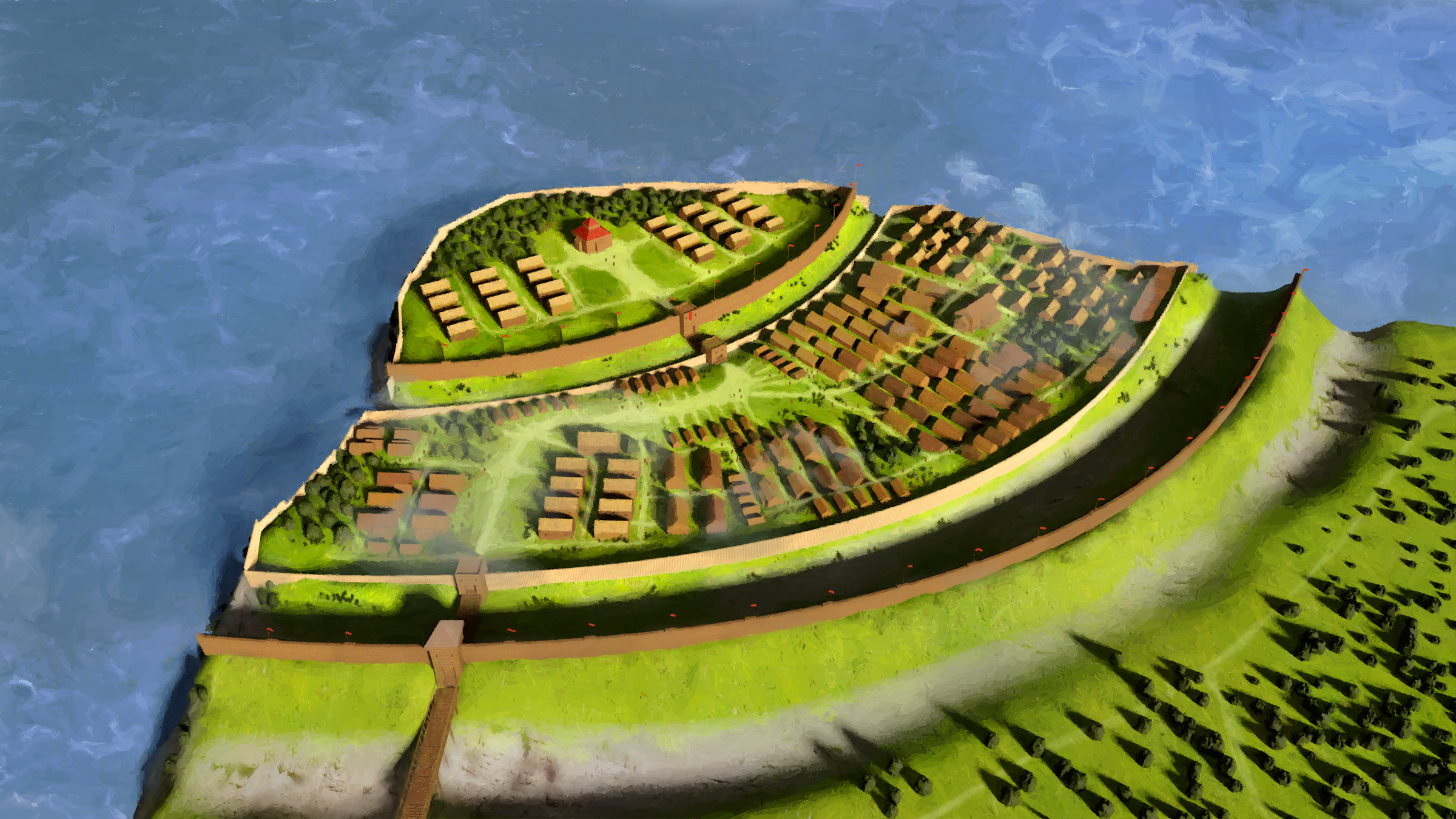
Rekonstruktion av tempelområdet

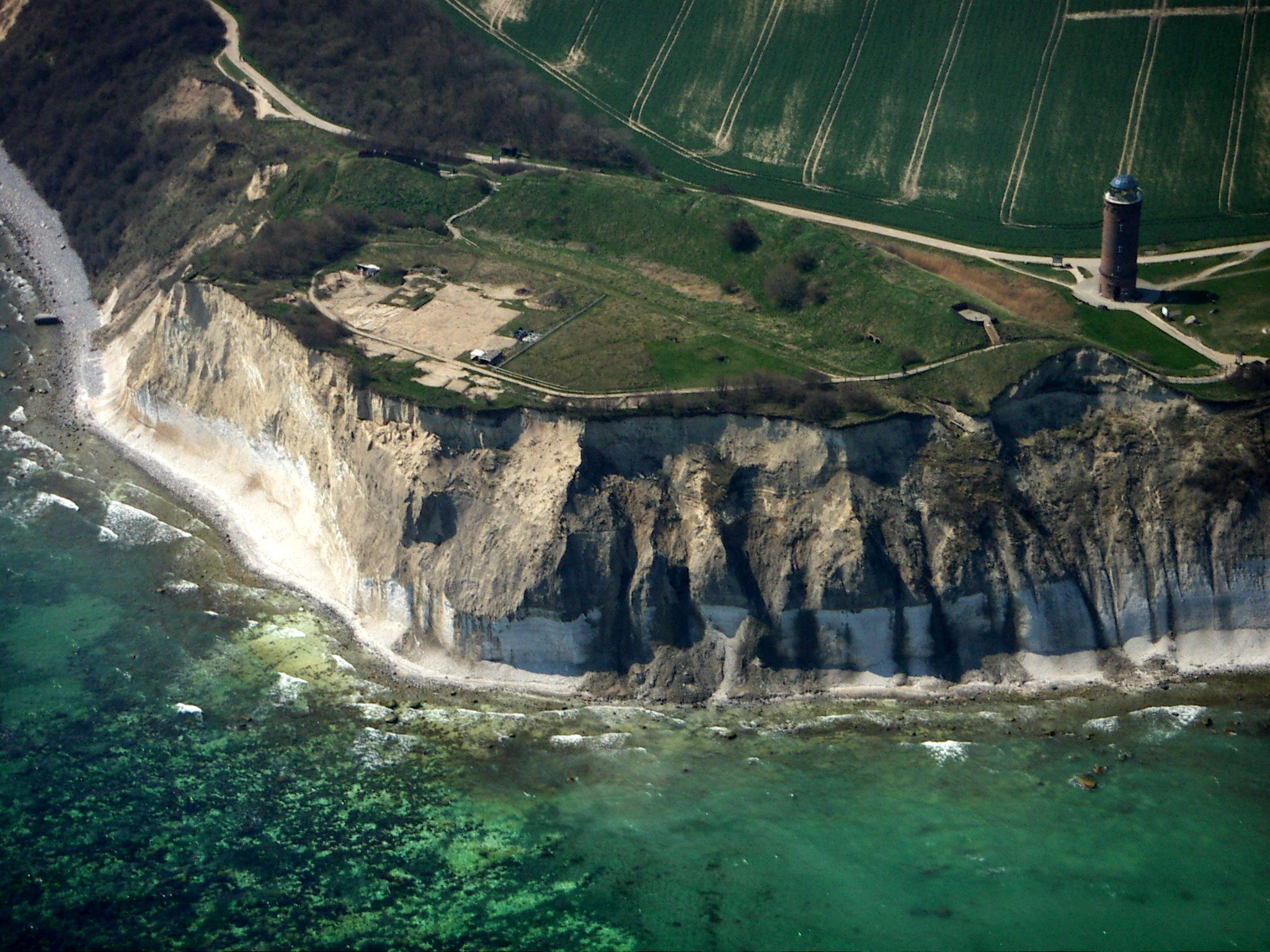
Flygfoto över området 2006

Templet på Arkona var i äldre medetid en kultplats för den slaviska stammen ranerna, tillägnad deras gud Svantevit. Templet stod på Kap Arkona på ön Rügens nordspets. Det skyddades från tre sidor av brant stupande kritklippor och från landsidan av en borg med höga jordvallar. I juni 1168 intogs staden av den danske kungen Valdemar den store efter en tids belägring, varefter både templet och borgen förstördes.
Saxo Grammaticus har beskrivit templet:
| ” | Mitt i staden fanns en öppen plats där det stod ett mycket präktigt tempel av trä som hölls högt i ära, inte blott för att det var så praktfullt, utan också på grund av den avgudabild som var uppställd där. Utvändigt ståtade templet med olika bilder i omsorgsfullt utskurna, upphöjda arbeten som emellertid var grovt och fuskaktigt bemålade. Där fanns bara en dörr men själva templet var delat i två rum, av vilka det yttersta löpte längs med väggarna och hade ett rött tak, medan det innersta vilade på fyra pelare och i stället för väggar hade ”tjeldinger” och för övrigt inget annat gemensamt med det yttersta annat än taket och några få bjälkar. | „ |